# L'Archange Michel
 (février 2023).
Si vous disposez d'ouvrages ou d'articles de référence ou si vous connaissez des sites web de qualité traitant du thème abordé ici, merci de compléter l'article en donnant les références utiles à sa vérifiabilité et en les liant à la section « Notes et références ».
L'Archange Michel  (en italien : L'Arcangelo Michele) est une peinture religieuse  du Pérugin, datant de 1496 - 1500, et conservé à la National Gallery à Londres.

## Histoire
Le tableau fait partie avec La Vierge à l'Enfant et Anges et L'Archange Raphaël et Tobie du groupe de trois panneaux restants sur les six originaux du Polyptyque de la chartreuse de Pavie. L'église a été consacrée en 1497 et en 1499 Ludovic Sforza duc de Milan fit pression sur le Pérugin pour qu'il achève le travail. Le tableau signé a été acheté par le musée en 1856.

## Thème
Saint Michel est représenté selon l'iconographie chrétienne armé et les ailes déployées, satan terrassé à ses pieds, accompagné de ses attributs traditionnels : le bouclier, l'épée qui tranche le bien et le mal, la lance, la balance, instrument du jugement dernier pour peser les âmes servant à séparer les enfants de lumière et les fils des ténèbres.

## Description
L'archange Michel occupe la totalité de la composition, il porte une armure scintillante et un bouclier décoré de motifs grotesques à l'« antique » similaires à d'autres effigies du saint peintes par Le Pérugin dans d'autres retables et polyptyques.
Il est en possession de ses attributs : le bouclier, l'épée, la lance et, en bas à gauche de la composition, la balance pendue à un arbrisseau sec. À ses pieds on note une infime partie de satan terrassé ainsi que des plantes détaillées.
En arrière-plan, le paysage parsemé de frêles arbrisseaux s'étale avec une série de monts et collines qui se dégrade dans le lointain selon les règles de la perspective atmosphérique.

## Analyse
Le dessin est clair et bien défini, les lignes liantes, la composition sereine et plaisante.